# Coppa delle Coppe 1981-1982 (pallacanestro maschile)
La Coppa delle Coppe 1981-1982 di pallacanestro maschile venne vinta dal Cibona Zagabria.

## Risultati

### Primo turno
| Squadra 1                | Totale    | Squadra 2       | Andata | Ritorno |
| ------------------------ | --------- | --------------- | ------ | ------- |
| BMS Skovlunde            | 214 - 158 | Sandvika        | 107-63 | 107-95  |
| Tampereen Pyrintö        | 163 - 184 | BBC Nyon        | 79-87  | 84-97   |
| Crystal Palace           | 222 - 161 | Valur           | 118-80 | 104-81  |
| Benfica                  | 162 - 184 | Hellas Gent     | 81-83  | 81-101  |
| Korrugal Norrköpings UBF | 171 - 191 | Moderne Le Mans | 77-89  | 94-102  |
| Hapoel Ramat Gan         | 4 - 0     | AEL Limassol    | 2-0    | 2-0     |
| Beşiktaş                 | 178 - 179 | Dinamo Bucarest | 98-98  | 80-81   |
| MAFC                     | 178 - 188 | AEK Atene       | 98-87  | 80-101  |
| Soleuvre                 | 107 - 201 | Parker Leiden   | 57-94  | 50-107  |

### Ottavi di finale
| Squadra 1                 | Totale    | Squadra 2        | Andata | Ritorno |
| ------------------------- | --------- | ---------------- | ------ | ------- |
| BMS Skovlunde             | 149 - 267 | Real Madrid      | 84-135 | 65-132  |
| BBC Nyon                  | 182 - 188 | Crystal Palace   | 93-90  | 89-98   |
| Inter Slovnaft Bratislava | 185 - 154 | Hellas Gent      | 108-72 | 77-82   |
| Moderne Le Mans           | 159 - 171 | Hapoel Ramat Gan | 74-88  | 85-83   |
| Dinamo Bucarest           | 129 - 144 | Stroitel Kiev    | 70-76  | 59-68   |
| AEK Atene                 | 145 - 181 | Parker Leiden    | 78-79  | 67-102  |

Sinudyne Virtus Bologna e Cibona Zagabria qualificate automaticamente ai quarti.

### Quarti di finale

#### Gruppo A
|    | Squadra                 | G | V | P | PF  | PS  | Dif | P.ti |
| -- | ----------------------- | - | - | - | --- | --- | --- | ---- |
| 1. | Cibona Zagabria         | 6 | 4 | 2 | 560 | 528 | +32 | 10   |
| 2. | Sinudyne Virtus Bologna | 6 | 4 | 2 | 524 | 528 | -4  | 10   |
| 3. | Hapoel Ramat Gan        | 6 | 3 | 3 | 540 | 539 | +1  | 9    |
| 4. | Crystal Palace          | 6 | 1 | 5 | 515 | 544 | -29 | 7    |

#### Gruppo B
|    | Squadra                   | G | V | P | PF  | PS  | Dif | P.ti |
| -- | ------------------------- | - | - | - | --- | --- | --- | ---- |
| 1. | Real Madrid               | 6 | 6 | 0 | 588 | 517 | +71 | 12   |
| 2. | Stroitel Kiev             | 6 | 3 | 3 | 500 | 483 | +17 | 9    |
| 3. | Parker Leiden             | 6 | 2 | 4 | 497 | 507 | -10 | 8    |
| 4. | Inter Slovnaft Bratislava | 6 | 1 | 5 | 517 | 595 | -78 | 7    |

|  | Qualificate alle semifinali |
|  | Eliminata                   |

### Semifinali
| Squadra 1        | Totale    | Squadra 2       | Andata | Ritorno |
| ---------------- | --------- | --------------- | ------ | ------- |
| Sinudyne Bologna | 172 - 186 | Real Madrid     | 78-79  | 94-107  |
| Stroitel Kiev    | 148 - 158 | Cibona Zagabria | 82-66  | 66-92   |

### Finale
| Squadra 1       | Risultato | Squadra 2   |
| --------------- | --------- | ----------- |
| Cibona Zagabria | 96 - 95   | Real Madrid |

| Coppa delle Coppe 1981-1982 |
| --------------------------- |
| Cibona Zagabria 1º titolo   |

## Formazione vincitrice
| N° | Naz.                  | Ruolo | Sportivo          |  | Alt. |  |
| -- | --------------------- | ----- | ----------------- |  | ---- |  |
| 4  | Jugoslavia (bandiera) | AG    | Mihovil Nakić     |  |      |  |
| 5  | Jugoslavia (bandiera) | P     | Aza Petrović      |  |      |  |
| 6  | Jugoslavia (bandiera) | P     | Adnan Bečić       |  |      |  |
| 7  | Jugoslavia (bandiera) | A     | Zoran Čutura      |  |      |  |
| 8  | Jugoslavia (bandiera) | P     | Damir Pavličević  |  |      |  |
| 9  | Jugoslavia (bandiera) | P     | Toni Bevanda      |  |      |  |
| 10 | Jugoslavia (bandiera) | P     | Mlađan Cetinja    |  |      |  |
| 11 | Jugoslavia (bandiera) | C     | Andro Knego       |  |      |  |
| 12 | Jugoslavia (bandiera) | C     | Krešimir Ćosić    |  |      |  |
| 13 | Jugoslavia (bandiera) | A     | Sven Ušić         |  |      |  |
| 14 | Jugoslavia (bandiera) | C     | Srđan Savović     |  |      |  |
| 15 | Jugoslavia (bandiera) | C     | Rajko Gospodnetić |  |      |  |
|    | Jugoslavia (bandiera) | All.  | Mirko Novosel     |  |      |  |